# Willem de Kooning

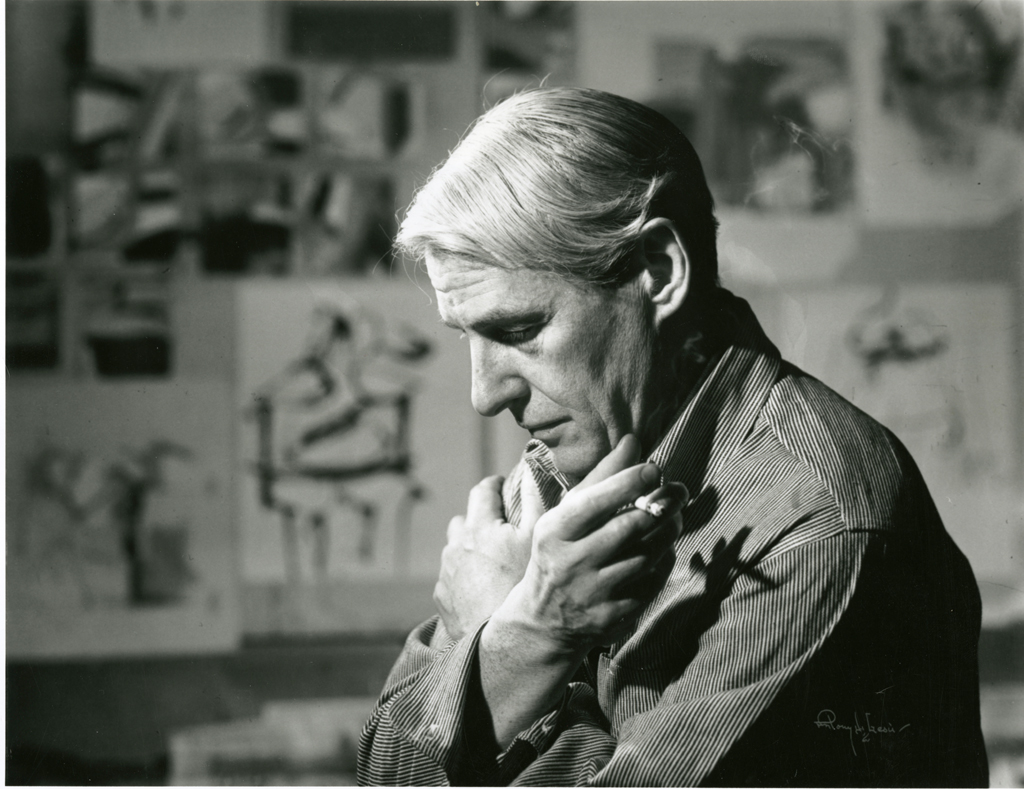
Willem de Kooning in seinem Atelier, 1961

Willem de Kooning (* 24. April 1904 in Rotterdam; † 19. März 1997 in East Hampton, Long Island, New York) war ein niederländischer, seit 1926 US-amerikanischer Maler. Er war einer der bedeutendsten Vertreter des abstrakten Expressionismus und gilt neben Jackson Pollock als Wegbereiter des Action Paintings.

## Leben und Werk

### Kindheit und Jugend

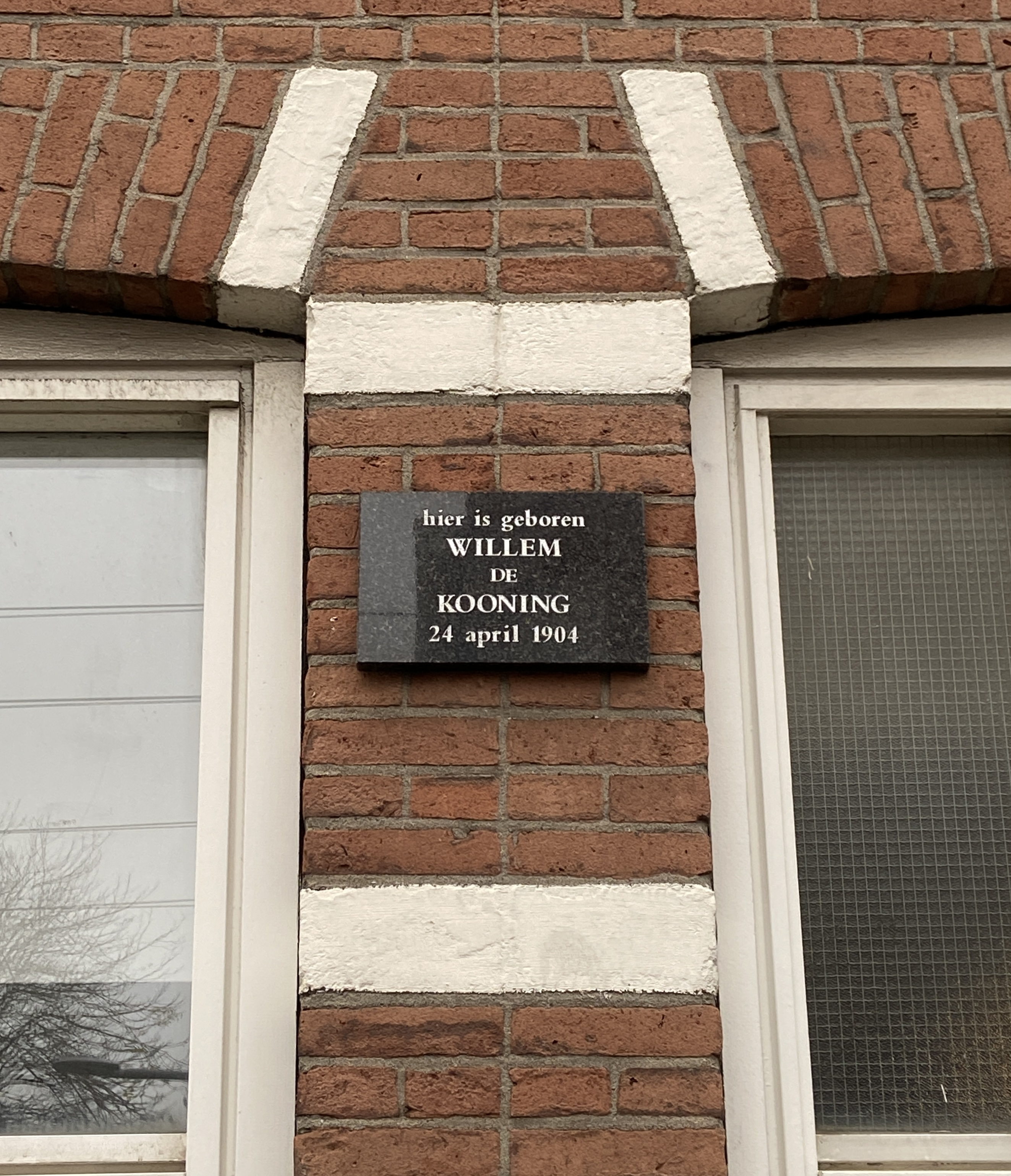
Gedenktafel an der Fassade des Geburtshauses von Willem de Kooning in Rotterdam

Willem de Kooning war das jüngste der fünf Kinder und zugleich der einzige Sohn von Leendert de Kooning, einem Weinhändler und Getränkefabrikanten, und Cornelia Nobel, einer Barfrau aus dem Norden von Rotterdam. Seine Geschwister waren die 1899 geborene älteste Schwester Maria Cornelia, die 1901 geborenen und noch im selben Jahr verstorbenen Zwillinge Cornelia und Adriana, sowie die 1902 geborene und ein Jahr später verstorbene zweite Cornelia. Die Eltern trennten sich, als Willem gerade zwei Jahre alt war, und ließen sich anderthalb Jahre später, 1907, scheiden. Der Junge lebte die ersten drei Jahre beim Vater, anschließend bei der Mutter und dem Stiefvater. Zu seiner Mutter Cornelia, genannt Cora, die in einer Hafenkneipe arbeitete und häufig wechselnde Männerbekanntschaften pflegte, die sie mit nach Hause brachte, entwickelte der junge Willem eine frühe Hassliebe, die maßgeblich auf sein ambivalentes Frauenbild im Werk, wie im Leben, reflektierte: Cora galt als besitzergreifend, starrköpfig, manipulativ und in der Liebe verschlingend: Eigenschaften, die sich später bei dem erwachsenen Willem de Kooning wiederfanden.

### Gestalterlehre
Im Jahr 1916 begann de Kooning eine Lehre in dem Atelier der Gebrüder Gidding bei dem Grafiker Jaap Gidding (1887–1955), der ihm 1920 eine Anstellung als Innenausstatter bei Bernard Romein, dem Chefdekorateur des Rotterdamer Warenhaus Cohn & Donay verschaffte. Beeinflusst von den neuartigen Malereien der gerade gegründeten De-Stijl-Künstlergruppe um Piet Mondrian begann er nebenbei, bis 1924, Abendkurse an der Rotterdamer Academie voor Beeldende Kunsten en Technische Wetenschappen (der heutigen Willem de Kooning Academie) zu nehmen, wo er schließlich als Meisterschüler von Johannes Gerardus Heijberg (1869–1952; Heyberg) mit klassischen Maltechniken vertraut gemacht wurde.

### Kunststudium
Um 1924/25 begab er sich mit seinen Freunden Wim Klop und Benno Randolfi auf eine Studienreise nach Belgien, wo er unter anderem die Königliche Akademie der Schönen Künste in Brüssel besuchte und Studien am Museum der Schönen Künste in Antwerpen betrieb. Zu dieser Zeit befasste er sich sowohl mit den aktuellen zeitgenössischen Kunstbewegungen in Deutschland und Paris als auch mit der Architektur Frank Lloyd Wrights. Er war fasziniert von der rasant wachsenden „Neuen Welt“, die ihm nicht so beengt und voller Möglichkeiten erschien. Nach zwei vergeblichen Versuchen schiffte er sich am 18. Juli 1926 in Belgien illegal mit Hilfe eines Bekannten namens Leo Cohan auf dem britischen Frachter „SS Shelley“ in die USA ein. De Kooning versteckte sich während der Überfahrt im Maschinenraum des Schiffs.
De Kooning erklärte später, 1960, in einem Interview dem englischen Kunstkritiker David Sylvester, „seine spontane Entscheidung in die Vereinigten Staaten auszuwandern, sei weniger mit dem Ziel verbunden gewesen, ein bekannter Künstler zu werden, als mit der einfachen Tatsache, dass man dort mit harter Arbeit gutes Geld verdienen konnte.“

### Amerika, Freundschaft mit Arshile Gorky
Am 15. August 1926 kam de Kooning in Newport News, Virginia an. Auf der Weiterfahrt nach Boston erwarb er seine Einreisepapiere und ließ sich zunächst in Hoboken, New Jersey, nieder, wo er Gelegenheitsarbeiten als Maler und Anstreicher und Zimmermann erledigte. 1927 zog de Kooning nach New York, wo er die nächsten acht Jahre als Gebrauchsgrafiker, Innendekorateur, Schildermaler für Ladenbeschriftungen oder als Fassadenmaler für Nachtclubs arbeitet. 1929/30 lernte er den Kunstkritiker John Graham, den Galeristen Sidney Janis und die Künstler Stuart Davis, David Smith und Arshile Gorky kennen. Gorky, mit dem de Kooning ein gemeinsames Atelier anmietete, wurde bald Mentor und schließlich einer seiner engsten Künstlerfreunde.

### Die Jahre der Depression, Beginn der künstlerischen Laufbahn
Spätestens ab 1934 hatte de Kooning, der bislang nur gelegentlich an Wochenenden malte, sämtliche Vorbehalte gegen eine freie künstlerische Laufbahn aufgegeben. Begünstigt durch die von Franklin D. Roosevelt initiierten Künstler-Hilfsprogramme, die als Arbeitsbeschaffungsmaßnahme während der Great Depression gedacht waren, konnte er am WPA-Federal-Art-Project teilnehmen und sich dabei ausschließlich der künstlerischen Malerei widmen. Für das WPA-Federal-Art-Project entstanden zahlreiche Entwürfe für Wandmalereien, die jedoch teilweise nie realisiert wurden, denn bereits im Juli 1937 musste de Kooning das Projekt wegen seiner fehlenden US-Staatsbürgerschaft wieder verlassen (de Kooning erhielt seine Einbürgerungsurkunde erst 1962). „Doch dieses eine Jahr“, so de Kooning, „hatte ich ein derart phantastisches Gefühl, dass ich zu einer neuen Einstellung kam. Ich beschloss, zu malen und Jobs nur noch nebenbei zu machen.“ Im selben Jahr wurde de Kooning damit beauftragt, einen Teil des Wandbilds Medicine für die Hall of Pharmacy der Weltausstellung 1939 in New York auszuführen, wodurch erstmals Kunstkritiker auf den neuen Künstler aufmerksam wurden, dessen Bilder sich in ihrer Unruhe so völlig von der bis dato vertrauten, sachlichen Figürlichkeit des ausgehenden Amerikanischen Realismus unterschieden.

### Elaine,Black Paintings
Ebenfalls 1937 begegnete er an der American Artists School der 14 Jahre jüngeren Kunststudentin Elaine Fried, mit der bald eine ebenso leidenschaftliche wie wechselhafte Partnerschaft beginnen sollte, die von einer lebenslangen Obsession aus Alkoholismus, Geldnot, Liebesaffären, Streitereien und Trennungen durchzogen war. 1939 zog Elaine in sein New Yorker Studio; die beiden heirateten am 9. Dezember 1943. Zu dieser Zeit arbeitete de Kooning an seiner ersten Serie mit Porträtmalereien von stehenden oder sitzenden Männern wie Two Men Standing, Man und Seated Figure (Classic Male) die er teilweise mit Selbstporträts kombinierte wie in Portrait with Imaginary Brother (alle um 1938–39). Zu dieser Zeit orientierten sich de Koonings Arbeiten noch sehr an Gorkys surrealistischer Bildsprache und besaßen den postkubistischen Einfluss Picassos. Das änderte sich erst, als de Kooning Bekanntschaft mit dem sechs Jahre jüngeren Maler Franz Kline machte, der ebenfalls unter der figürlich-kubistischen Prägung des Amerikanischen Realismus begonnen hatte und nun zu einer monochromen Dynamik gefunden hatte. Der früh verstorbene Franz Kline zählte zu den engsten Künstlerfreunden de Koonings. Klines Einfluss zeigt sich in de Koonings kalligrafischen schwarzen Bildern dieser Zeit. (vgl. → Black Paintings).

### Woman
Chaim Soutine

 Woman in Pink , um 1924

Öl auf Leinwand, 73 × 54,3 cm

Saint Louis Art Museum
Willem de Kooning

 Pink Angels , um 1945

Öl und Zeichenkohle auf Leinwand, 132 × 101 cm

Frederick R. Weisman Foundation, Los Angeles

(externe Weblinks, bitte Urheberrechte beachten)
Die zeitgleiche Liaison mit Elaine dürfte darüber hinaus seine erste Serie mit Woman-Bildern wechselseitig beeinflusst, wie begünstigt haben: Elaine arbeitete zu der Zeit an ähnlichen Sujets. Um 1939/1940 vermischen sich de Koonings figürliche Arbeiten mit der amöbenartigen Formensprache Joan Mirós. Bis Mitte der 1940er Jahre änderte sich de Koonings Bildsprache kontinuierlich: Serien und die Auseinandersetzung mit der Abstraktion und der ständig wechselnden Anordnung von menschlichen Figuren im „Auflösungsprozess“ sollten bald den Schwerpunkt seiner Arbeiten bilden, wobei ihm unter anderem Picassos Monumentalwerke Les Demoiselles d’Avignon (1907) und Guernica (1937) als Vorlage gedient haben dürften. Die „Nichtvollendung“ des einzelnen Bildes erhob er dabei zum seriellen Prinzip, welches er von 1947 bis 1949 in seinem zweiten Woman-Zyklus umsetzen sollte. Das Werk Pink Angels (um 1945), als künstlerische Hommage an Chaim Soutines Woman in Pink von 1924, ist ein charakteristisches Tafelbild de Koonings aus dieser Phase.

### Jackson Pollock und die erste Generation der „New York School“
Um 1942 begegnete Willem de Kooning Jackson Pollock und dessen späterer Frau Lee Krasner in dem New Yorker Künstlertreff The Club an der 39. Straße, der neben der Cedars Tavern die „erste Generation“ der New York School vereinigte. Zum Club gehörten neben de Koonings Lebensgefährtin Elaine und Malerfreunden wie Arshile Gorky, Stuart Davis, Barnett Newman, Mark Rothko oder Clyfford Still auch die Literaten John Ashbery, Barbara Guest, Kenneth Koch oder Frank O’Hara.
Im selben Jahr kam es zu der Gruppenausstellung American and French Paintings in der Mc Millen Gallery, bei der neben de Kooning und Pollock, Stuart Davis und Lee Krasner die Europäer Georges Braque, Pablo Picasso und der Fauvist Henri Matisse im Vergleich gezeigt wurden. Mit dem cholerischen Jackson Pollock verband de Kooning eine unter Alkoholexzessen besiegelte Freundschaft, die Ende der 1940er Jahre in Rivalität endete. 1948 hatte de Kooning seine erste zwar hoch gelobte, kommerziell allerdings wenig erfolgreiche Einzelausstellung in der Charles Egan Gallery in New York; das Museum of Modern Art (MoMA) kaufte das monochrome Werk Painting (1948)  an. Im selben Jahr verübte sein Künstlerfreund Arshile Gorky Selbstmord, und de Kooning unterbrach kurzfristig die Malerei. Auf Einladung von Josef Albers begann er Bildende Kunst am Black Mountain College in North Carolina zu unterrichten, wo er den Musiker John Cage kennenlernte. Finanziell am Boden, malte de Kooning Ende der 1940er Jahre schließlich mit billigen Lackfarben.

### Gestik und Aktion, Internationaler Erfolg
Trotz aller künstlerischer Konkurrenz inspirierten sich de Kooning und Pollock gegenseitig und „prosperierten“ sogar in der Materialsprache voneinander: Während Pollock auf de Koonings schwarze Heizkörperfarben zurückgriff und zunehmend die Farbigkeit in seinem Werk reduzierte, wagte sich de Kooning mit Bildern wie Attic (1949) und Excavation (1950) erstmals an Großformate im Stile Pollocks und sprengte die von Kubismus und Surrealismus vorgegebenen Malgründe. Die gestische Malerei entwickelte de Kooning indes selbst und geht nicht auf Pollocks aktionistisches Dripping zurück. De Koonings Arbeiten dieser Zeit verweisen in ihrer Tradition eher auf den deutschen informellen Maler Hans Hofmann. Der ebenso angesehene wie umstrittene Kunstkritiker Clement Greenberg sah in ihnen überschwänglich „die wichtigsten Künstler des 20. Jahrhunderts“, und so verwunderte es nicht, dass beide von dem Gründungsdirektor des MoMA, Alfred H. Barr, im Juni 1950 als die Protagonisten des Action Paintings auserkoren wurden, den entscheidenden Beitrag zur modernen amerikanischen Kunst auf der 25. Biennale von Venedig 1950 zu leisten. De Kooning schickte das Werk Excavation zur Biennale, das im Anschluss vom Art Institute of Chicago angekauft wurde. Zum 60. Jubiläum der amerikanischen Malerei erhielt der Künstler zusätzlich zum Kaufpreis des Bildes die mit 2000 US-Dollar dotierte Logan Medal. Die Biennale bedeutete den internationalen Durchbruch für de Kooning und markierte zugleich einen weiteren Wendepunkt in seinem Œuvre. 1951 folgte de Koonings Teilnahme an der vielbeachteten 9th Street Art Exhibition („The Ninth Street Show“), die den Beginn der New Yorker Avantgarde der Nachkriegszeit markierte.

### „MoreWomen“, Radikalisierung der Bildsprache
Trotz seines plötzlichen Ruhmes entzog sich der Künstler, erneut vom Zweifel der künstlerischen Selbstfindung getrieben, jedweder stilistischer Kategorisierung und begann noch im Biennalejahr seine Bildsprache in dem dritten Women- Zyklus drastisch zu radikalisieren. In dem provokanten figurativen Zyklus brach de Kooning mit sämtlichen damaligen Tabus und zelebrierte die weibliche Gestalt mit heftigen pastosen Strichen als drallen, fleischigen, grotesk verformten Dämon, der den Betrachter mit boshafter Fratze zu verhöhnen scheint. Die Ausstellung der Woman-Bilder in der Sidney Janis Gallery 1953 geriet folglich zum handfesten Kulturskandal, der die prüden USA der 1950er Jahre schockierte. De Kooning blieb von diesem Streit um sein Werk, das von der Presse teilweise als „ordinär und vulgär“ verfemt wurde, weitgehend unberührt und schuf in den Folgejahren zahlreiche Bildreihen ähnlichen Charakters auf noch größeren Formaten. Das MoMA kaufte einige Werke der Serie, darunter Woman I (1950/52),  für die 27. Biennale 1954. Gezeigt wurden unter anderem Arbeiten von Ben Shahn sowie 27 Gemälde und Zeichnungen von de Kooning.
1955 verließ Willem de Kooning seine Frau Elaine und zog mit der Künstlerin Joan Ward zusammen. Am 29. Januar 1956 kam die gemeinsame Tochter Johanna Lisbeth „Lisa“ zur Welt. Im selben Jahr, am 11. August, verunglückte Jackson Pollock bei einem Autounfall tödlich. Ab diesem Zeitpunkt verschwand das Frauenmotiv plötzlich aus de Koonings Werken und wurde von expressionistischen Großstadt-Szenerien und Landschaften abgelöst.

### Abstract Landscapes, Rückzug nach Long Island
Von 1957 bis 1963 widmete sich de Kooning fast ausschließlich gestisch-abstrakten Landschaftsbildern in immer heller werdenden Farben, die er meistens nach Orten, Straßen oder Verkehrsschildern benannte. Offenbar deutete er in dieser abstrakten Allegorie einer Autofahrt oder einer „Zeitreise“ seinen eigenen Rückzug aus der Großstadt mit der Suche nach (eigener) Vergangenheit und Herkunft an. De Kooning rezipierte ähnliche Reise-Impressionen, die Jack Kerouac literarisch oder Robert Frank fotografisch umzusetzen suchten, und arbeitete auf seinen langen Fahrten an die Südspitze von Long Island Jugenderinnerungen an die holländischen Seelandschaften ein. De Kooning unterteilte diese Serien in Abstract Urban Landscapes (1955–58), Abstract Parkway Landscapes (1957–61) und Abstract Pastoral Landscapes (1960–63) Typische Arbeiten dieser Zeit sind Gotham News (1955–56) , Backyard on 10th Street (1956) oder July 4th (1957)  und Montauk Highway (1958).
Mit der Entstehungsgeschichte dieser Serien einhergehend, zog sich der Künstler tatsächlich ab Ende der 1950er Jahre nach Springs bei East Hampton auf Long Island zurück, das zu dieser Zeit eine beliebte Künstlerkolonie war. 1959 erwarb de Kooning dort ein Landhaus, das der geübte Handwerker in den Folgejahren zu einem weitläufigen Wohnatelier umbaute und schließlich 1963 bezog. Sehr wahrscheinlich floh er vor der Hektik des rasant wachsenden New Yorker Kunstbetriebs, denn seine Ausstellung der Abstract Parkway Landscapes in der Sidney Janis Gallery war ein großer kommerzieller Erfolg und machte ihn kurzfristig zum neuen „Star“ der New Yorker Kunstszene, zusätzlich erfuhr sein Beitrag zur documenta II in Kassel die gesteigerte Aufmerksamkeit des europäischen Kunstmarktes. De Kooning hatte, wie schon zur ersten Biennale-Beteiligung erneut aufkeimende Befürchtungen, eine bestimmte Erwartungshaltung beim Publikum erfüllen zu müssen oder den „Terminologie-freudigen“ Rezensionen der Kunstkritiker, allen voran Greenberg, zu entsprechen. Zusätzlich trat mit Robert Rauschenberg, gefolgt von Jasper Johns, Roy Lichtenstein, Andy Warhol und vielen weiteren eine neue Künstlergeneration in den Vordergrund, die ihrerseits gegenständlich auf Urbanisierung, Werbung und Konsum reagierte: Das Zeitalter der Pop Art brach an. Rauschenberg „quittierte“ dies ironisch, indem er 1959 einfach ein Werk de Koonings, den er als „künstlerische Vaterfigur“ verehrte, ausradierte.

### Rom,Women in the Country
Den Winter 1959/60 verbrachte de Kooning in Rom, wo er unter anderem den Maler Piero Dorazio besuchte. Ab 1960 begann de Kooning schließlich mit dem aufwendigen Ausbau seines Hauses auf Long Island, das er nach eigenen Plänen in ein gläsernes Atelier umbaute und erst 1969 fertigstellte. Mit dem Werk Pastorale, das noch in New York entstand, beendete er seine monumentalen Abstract Landscapes und kehrte mit der vierten Woman-Serie wieder zur figurativen Malerei zurück, die allerdings in der Ausführung den Landscapes näher stand als die früheren Women-Serien. De Kooning betitelte diese Serie, die von 1965 bis 1972 entstand, Women in the Country. Charakteristische Arbeiten aus dieser Zeit sind Women Singing I–III (1965–66)  oder The Visit (1966/67) .

### Long Island

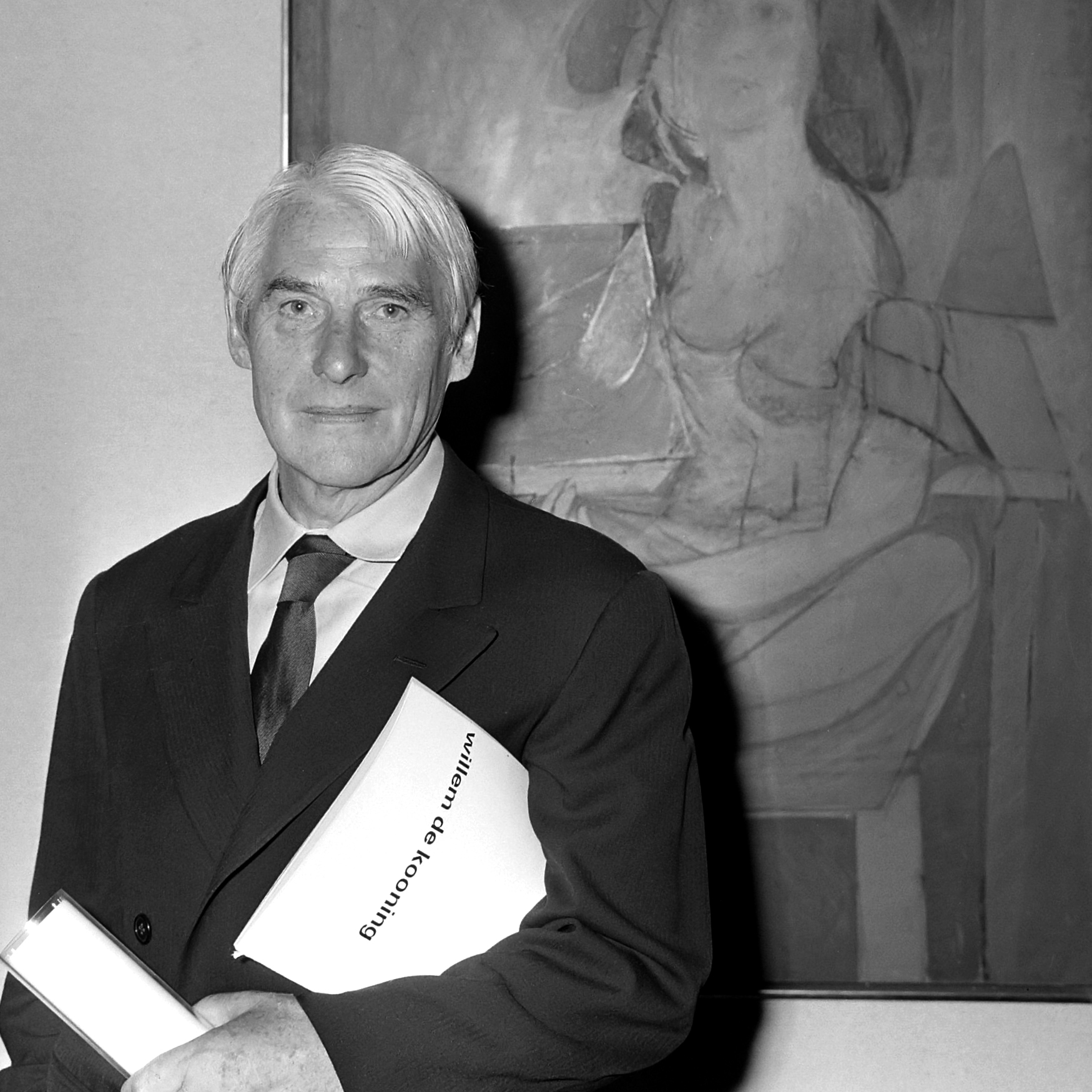
Willem de Kooning, 1968

Im März 1963 hatte de Kooning sein Haus auf Long Island bezogen. Der Künstler empfand den Umzug als Befreiung und meinte, er habe „[…] ganz neu angefangen. Irgendwie fühlte ich mich gut, wenn ich der See nahe bin. Daraus entstanden die meisten meiner Gemälde.“ Das Motiv der „Frau in einer abstrakten Landschaft“ griff de Kooning in seinem Spätwerk immer wieder auf, wenn auch in ruhigeren, leichterer Farbgebung. 1964 wurde de Kooning von dem US-Präsidenten Lyndon B. Johnson mit der Presidential Medal of Freedom geehrt, im selben Jahr nahm er an der documenta III in Kassel teil. Vom 8. April bis zum 2. März 1965 fand die erste Retrospektive Willem de Kooning in den USA am Smith College Museum of Art in Northampton, Massachusetts statt.

### Europa, Skulpturen, Alkoholprobleme

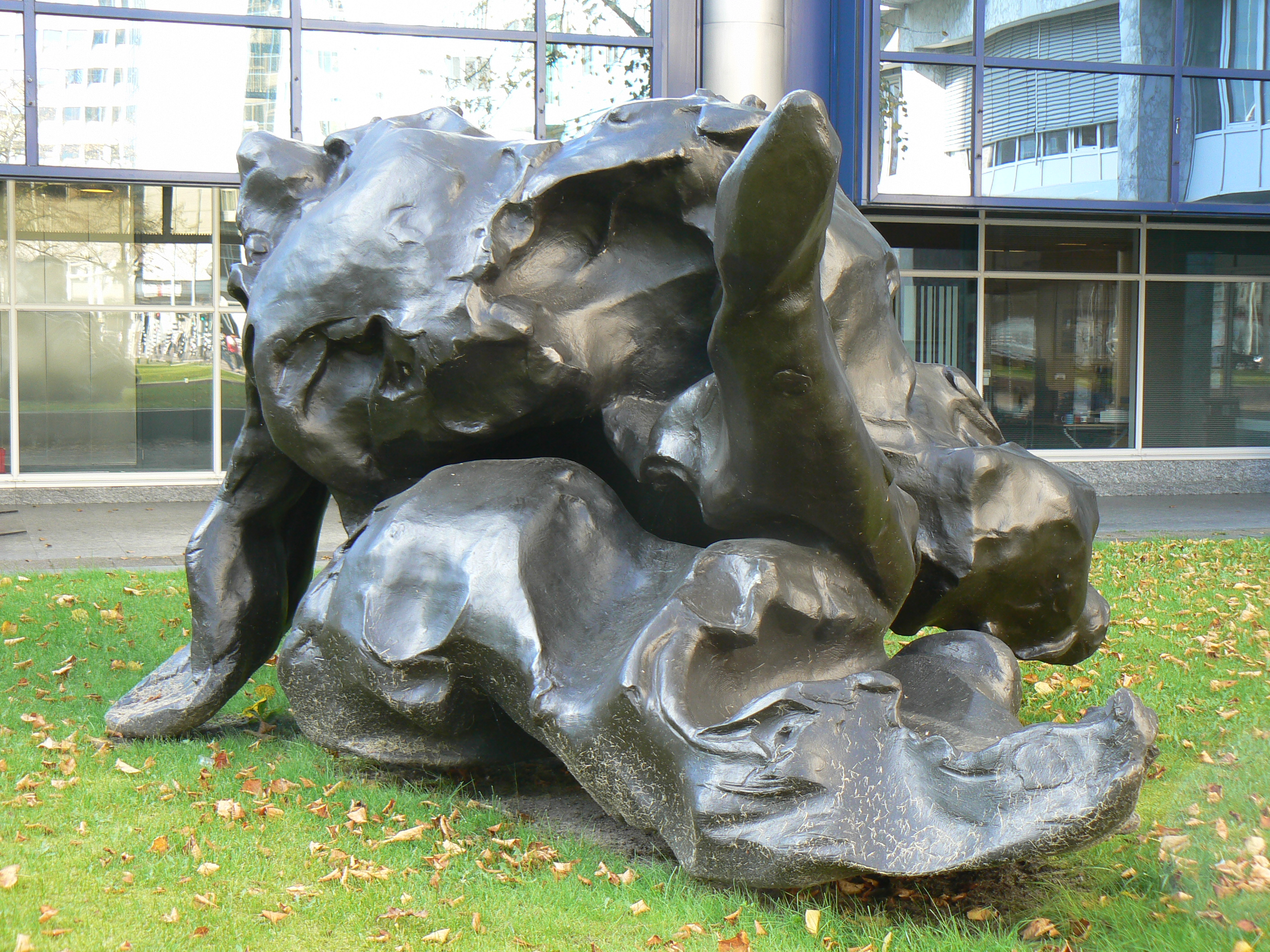
Reclining Figure, Bronze, (1969–1982), Rotterdam

Seated Woman, Bronze, (1969–1980), Rotterdam

Organisiert vom New Yorker Museum of Modern Art fand 1968/69 die erste umfangreiche Wanderstellung de Koonings in Europa statt, mit der Ausstellung im Stedelijk Museum in Amsterdam bereiste Willem de Kooning erstmals seit 1926 sein Geburtsland; zur Ausstellung in der Tate Gallery, London, traf er mit Francis Bacon zusammen. Weitere Station des Malers in Europa waren Paris und Rom. Inspiriert durch seine Europareise suchte de Kooning ab 1969/70 mit Bronzeskulpturen erstmals die skulpturale Umsetzung seines Werkes. Ab Anfang der 1970er Jahre zog er sich immer mehr auf stundenlangen Exkursionen in die Abgeschiedenheit der Küstenregionen von Long Island zurück, experimentierte im Atelier mit der Umsetzung der Figur in Zeichnungen, Lithografien und Skulpturen und war zunehmend von kreativen Einbrüchen und Selbstzweifeln geplagt. De Kooning, der zeitlebens ein schwerer Trinker war und sich oft bis zur Besinnungslosigkeit betrank, kämpfte nun zunehmend existenziell mit der Alkoholkrankheit, was seine Schaffenskraft indes nicht minderte: Wie in einem explosiven, befreienden Rausch malte er in den Jahren 1975 bis 1977 in kürzester Zeit zahlreiche Großformate mit ungebrochen, farbigen pastosen Abstraktionen, die sich beständig um seine Lieblingsthemen drehen: Erotik, Frauen und Landschaften. Kritiker sahen in diesem, von Unruhe getriebenen Spätwerk, die künstlerische Bilanz de Koonings. 1978 kehrte seine Frau Elaine, von der er sich nicht hatte scheiden lassen, zu ihm zurück, versuchte ihn vom Alkohol wegzubringen und betreute ihn bis zu ihrem Lebensende.

### Erkrankung, Spätwerk und Tod
Anfang der 1980er Jahre verfiel der Künstler zunehmend: de Kooning erkrankte an der Alzheimer-Krankheit, und sein Gesundheitszustand verschlechterte sich drastisch, so dass er im Atelier bald von Assistenten gestützt werden musste. Aus Anlass des 80. Geburtstags des Künstlers zeigte das Whitney Museum of American Art zum Jahreswechsel 1983/1984 die große Retrospektive Willem de Kooning: Drawings, Paintings, Sculpture die in den Folgemonaten unter anderem in der Akademie der Künste, Berlin, und im Centre Georges Pompidou in Paris Station machte; von US-Präsident Ronald Reagan erhielt de Kooning für sein Lebenswerk die National Medal of Arts. Am 1. Februar 1989 starb Elaine de Kooning, und Willems Tochter Lisa und ihr Lebensgefährte, der Anwalt John L. Eastman, übernahmen die geschäftlichen Abwicklungen für den fortschreitend hinfällig werdenden Vater. Eastman, der Bruder von Linda McCartney, sollte später Vizepräsident der Willem de Kooning-Foundation werden. Auch Linda McCartneys Ehemann, der Musiker (und Maler) Paul McCartney war (bereits vor 1983) mit William „Bill“ de Kooning bekannt. Im selben Jahr, 1989, wurde bei Sotheby’s für 20,8 Millionen US-Dollar Interchange, ein Gemälde aus dem Jahr 1955, versteigert. Diese Summe war die bis dahin höchste, die je für das Werk eines noch lebenden Künstlers gezahlt wurde. Im selben Jahr wurde de Kooning das Praemium Imperiale verliehen.
Obwohl de Kooning in den letzten Lebensjahren nicht mehr fähig war, Familienmitglieder oder engste Freunde zu erkennen, hatte er in den 1980er Jahren bis zu seinem Tod noch eine produktive Schaffensperiode, in der er mehr als 300 Ölbilder malte. Während dem Spätwerk von manchen Kritikern der künstlerische Wert abgesprochen wird, sprechen andere von einer „wundersamen Wiedererlangung von Konzentration und Ehrgeiz“, die zu einer Lösung seit langem anstehender Probleme und Erneuerung seiner Kunst führte. Dabei entwickelte de Kooning den für sein Alterswerk charakteristischen Stil, der im Gegensatz zu den dichten Kompositionen und komplexen Farben früherer Schaffensperioden durch einfache Formen und leuchtende Farben gekennzeichnet ist und mitunter mit Werken Piet Mondrians verglichen wird.
Willem de Kooning starb am 19. März 1997 mit 92 Jahren in seinem Atelier in Springs/East Hampton auf Long Island.

## Ehrungen und Auszeichnungen
- 1959: Mitglied der American Academy of Arts and Sciences
- 1960: Mitglied der American Academy of Arts and Letters[16]
- 1964: Presidential Medal of Freedom überreicht von US-Präsident Lyndon B. Johnson
- 1984: Max-Beckmann-Preis der Stadt Frankfurt am Main
- 1984: Goslarer Kaiserring
- 1986: National Medal of Arts
- 1989: Praemium Imperiale, zusammen mit David Hockney
- 1994: Wahl zum Mitglied (N.A.) der National Academy in New York[17]

Nach ihm ist die Willem de Kooning Academie in Rotterdam benannt.

## Ausstellungen(Auswahl)
- 1944: Abstract and Surrealist Art in America, Sidney Janis Gallery, New York
- 1948: Erste Einzelausstellung in der Egan Gallery, New York
- 1950: Teilnehmer an der Biennale di Venezia 25
- 1959: Teilnehmer der documenta II, Kassel
- 1964: Teilnehmer der documenta III, Kassel
- 1968/69: Erste Einzelausstellungen in Europa in der Galerie M Knoedler & Co, Paris. Für die Einzelausstellung im Stedelijk Museum, Amsterdam, bereiste de Kooning zum ersten Mal seit 1926 sein Geburtsland.
- 1977: Teilnehmer der documenta 6, Kassel
- 1983/84: Drawings, Paintings, Sculpture, Einzelausstellung organisiert vom Whitney Museum of American Art, die im Anschluss in Berlin und Paris gezeigt wurde
- 1993: Die bis dato umfangreichste Einzelausstellung im Hirshhorn Museum and Sculpture Garden, Washington, D.C
- 1994/95: Große Einzelausstellungen zum 90sten Geburtstag in der National Gallery of Art, Washington, D.C., im Metropolitan Museum of Art, New York und in der Tate Gallery, London
- 1995/96: Große Retrospektive im San Francisco Museum of Modern Art (SFMOMA); die Schau wurde anschließend in Deutschland und in den Niederlanden gezeigt.
- 2005: Große Retrospektive im Kunstforum, Wien
- 2011: De Kooning: A Retrospective. Museum of Modern Art (MoMA), Manhattan, New York City

## Werkauswahl
- 1947: Valentine. Enamel und Ölfarbe auf Papier und Holz, Museum of Modern Art, New York[Bild 7]
- 1948: Painting. Enamel und Ölfarbe auf Leinwand, Museum of Modern Art, New York[Bild 1]
- 1950: Woman. Enamel und Zeichenkohle auf Papier auf Leinwand, Museum of Modern Art, New York[Bild 8]
- 1950–1952: Woman I. Öl auf Leinwand, Museum of Modern Art, New York[Bild 2]
- 1952: Woman II. Öl auf Leinwand, Museum of Modern Art, New York[Bild 9]
- 1951–1953: Woman III. Öl auf Leinwand, Privatbesitz
- 1952: Seated Woman. Zeichenstift, Pastell- und Ölfarben auf zwei Blättern Papier, Museum of Modern Art, New York[Bild 10]
- 1953: Woman VI. Öl auf Leinwand, Carnegie Museum of Art, Pittsburgh[Bild 11]
- 1954: Untitled (Torso), Tusche auf Papier, Museum of Modern Art, New York[Bild 12]
- 1955: Gotham News, Öl auf Leinwand, Albright-Knox Art Gallery, Buffalo, New York [Bild 3]
- 1955: Interchange
- 1955: Police Gazette
- 1956: Easter Monday, Öl auf Leinwand, Metropolitan Museum of Art, New York[Bild 13]
- 1958: Suburb in Havana
- 1960: A Tree in Naples – Öl auf Leinwand, Museum of Modern Art, New York[Bild 14]
- 1963: Rosy-Fingered Dawn at Louse Point, Stedelijk Museum, Amsterdam
- 1965: Woman. Kohle auf Transparentpapier, Museum of Modern Art, New York[Bild 15]
- 1969: Reclining Figure, Stanford University
- 1974: Large Torso, Bronze[Bild 16]
- 1977: Untitled XXIII[Bild 17]
- 1977: Untitled XXV brachte 2007 den bis dahin weltweit höchsten Preis eines Nachkriegswerks mit 27 Mio. $[Bild 18]

## Bibliografie

### Schriften von Willem de Kooning
- Über die Kunst. Gesammelte Schriften. Pendragon Verlag, 1998, ISBN 3-929096-49-8

## Abbildungen
1. 1 2  Willem de Kooning: Painting. Museum of Modern Art, New York, abgerufen am 8. Juni 2010.
2. 1 2  Willem de Kooning: Woman I. Museum of Modern Art, New York, abgerufen am 8. Juni 2010.
3. 1 2  Willem de Kooning: Gotham News. Albright-Knox Art Gallery, archiviert vom Original (nicht mehr online verfügbar) am 5. Juni 2010; abgerufen am 8. Juni 2010.
4. ↑  Willem de Kooning: July 4th. National Gallery of Australia, abgerufen am 8. Juni 2010.
5. ↑  Willem de Kooning: Women Singing I–III. Tate Collection, abgerufen am 24. Dezember 2021.
6. ↑  Willem de Kooning: The Visit. Tate Collection, abgerufen am 24. Dezember 2021.
7. ↑  Willem de Kooning: Valentine. Museum of Modern Art, New York, abgerufen am 8. Juni 2010.
8. ↑  Willem de Kooning: Woman. Museum of Modern Art, New York, abgerufen am 8. Juni 2010.
9. ↑  Willem de Kooning: Woman II. Museum of Modern Art, New York, abgerufen am 8. Juni 2010.
10. ↑  Willem de Kooning: Seated Woman. Museum of Modern Art, New York, abgerufen am 8. Juni 2010.
11. ↑  Willem de Kooning: Woman VI. Carnegie Museum of Art, Pittsburgh, abgerufen am 8. Juni 2010.
12. ↑  Willem de Kooning: Untitled (Torso). Museum of Modern Art, New York, abgerufen am 8. Juni 2010.
13. ↑  Willem de Kooning: Easter Monday. Metropolitan Museum, New York, abgerufen am 20. März 2016.
14. ↑  Willem de Kooning: A Tree in Naples. Museum of Modern Art, New York, abgerufen am 8. Juni 2010.
15. ↑  Willem de Kooning: Woman. Museum of Modern Art, New York, abgerufen am 8. Juni 2010.
16. ↑  Willem de Kooning: Large Torso. Sammlung Frieder Burda, archiviert vom Original (nicht mehr online verfügbar) am 28. Oktober 2007; abgerufen am 8. Juni 2010.
17. ↑  Willem de Kooning: Untitled XXIII. artnet.de, abgerufen am 8. Juni 2010.
18. ↑  Willem de Kooning: Untitled XXV. artnet.de, abgerufen am 8. Juni 2010.